# グルタコン酸
trans-グルタコン酸 (trans-glutaconic acid) は、化学式がHO2CCH=CHCH2CO2Hの有機化合物である。無色の固体で、対応する飽和化合物はグルタル酸である。エステルのときはグルタコナートと呼ばれる。

## 関連化合物
幾何異性体であるcis-グルタコン酸は、融点が130–132°Cと低い。レブリン酸をブロモ化し、ジブロモケトンと炭酸カリウムで処理して合成できる。
分子内脱水縮合で形成するグルタコン酸無水物は、水溶液中では互変異性体として存在する。無色の固体で、融点は77–82°Cである。cis体、trans体のどちらも無水物を作るが、trans体は反応条件によって形成する。

## 医学的側面
グルタル酸、3-ヒドロキシグルタル酸および、グルタコン酸はそれぞれ関連する代謝物質である。グルタル酸尿症タイプ1では、グルタコン酸が蓄積し、脳に障害を起こす。